# 저표면밝기은하
낮은 표면밝기 은하(Low-Surface-Bright galaxy, 줄여서 LSB 은하)는 지구에서 보았을 때, 적어도 주변 밤하늘보다 더 어둡게 보이는 은하이다. 대부분의 낮은 표면밝기 은하는 왜소은하이고 그곳의 많은 바리온 물질은 별보다는 중성수소가스의 형태이다. 그것들의 질량의 95% 이상은 바리온이 아닌 암흑물질로 구성되어 있는 것 같다. 이러한 은하에서는 초신성 활동이 나타나지 않는다.
회전속도 곡선 측정은 극도로 높은 질량 대 빛의 비율을 알려준다. 이는 별과 밝은 가스가 낮은 표면밝기 은하의 전체 질량에 아주 작은 기여밖에 하지 않음을 의미한다. 이들은 암흑물질에 의해 주도되는 것처럼 보인다. 심지어 중심부에서도 마찬가지다. 낮은 표면밝기 은하의 중심부는 일반적인 나선은하의 팽대부처럼 별의 높은 분포밀도를 보여주지 않는다. 그러므로 이것들은 암흑물질의 연구를 위한 완벽한 실험실을 조성한다. 잘 연구된 높은 표면밝기 은하(High-Surface-Brightness Galaxy)들과 비교할 때, 낮은 표면밝기 은하는 주로 다른 은하가 전혀 없는 고립된 영역에서 발견되는 외톨이 은하(Field galaxy)이다. 과거에 이들은 별형성을 활성화할 계기가 될 수 있을 다른 은하들과의 조석 상호작용 혹은 합병이 적었을 것이다. 이로써 항성의 함유량이 적음을 설명할 수 있게 된다.
낮은 표면밝기 은하의 존재는 1976년 마이클 J. 디즈니 박사에 의해 제시된 이론에서 등장했다. 처음으로 존재하는 것으로 확인된 낮은 표면밝기 은하는 1986년에 발견된 Malin 1이다. Malin 1은 처음으로 발견되기도 한 거대한 낮은표면밝기 은하이다. 발견 당시, 알려진 것중 가장 거대한 나선 은하였기도 하다.

## 예시
- 안드로메다자리 V 왜소은하
- 페가수스자리 왜소타원은하
- IC 10
- Malin 1
- Malin 2
- 사자자리 왜소은하
- 봉황자리 왜소은하
- 궁수자리 왜소 불규칙 은하
- 육분의자리 A
- 육분의자리 B
- 울프-룬드마크-멜로테 은하

## 같이 보기
- 외톨이 은하